# Kaspar von Fels

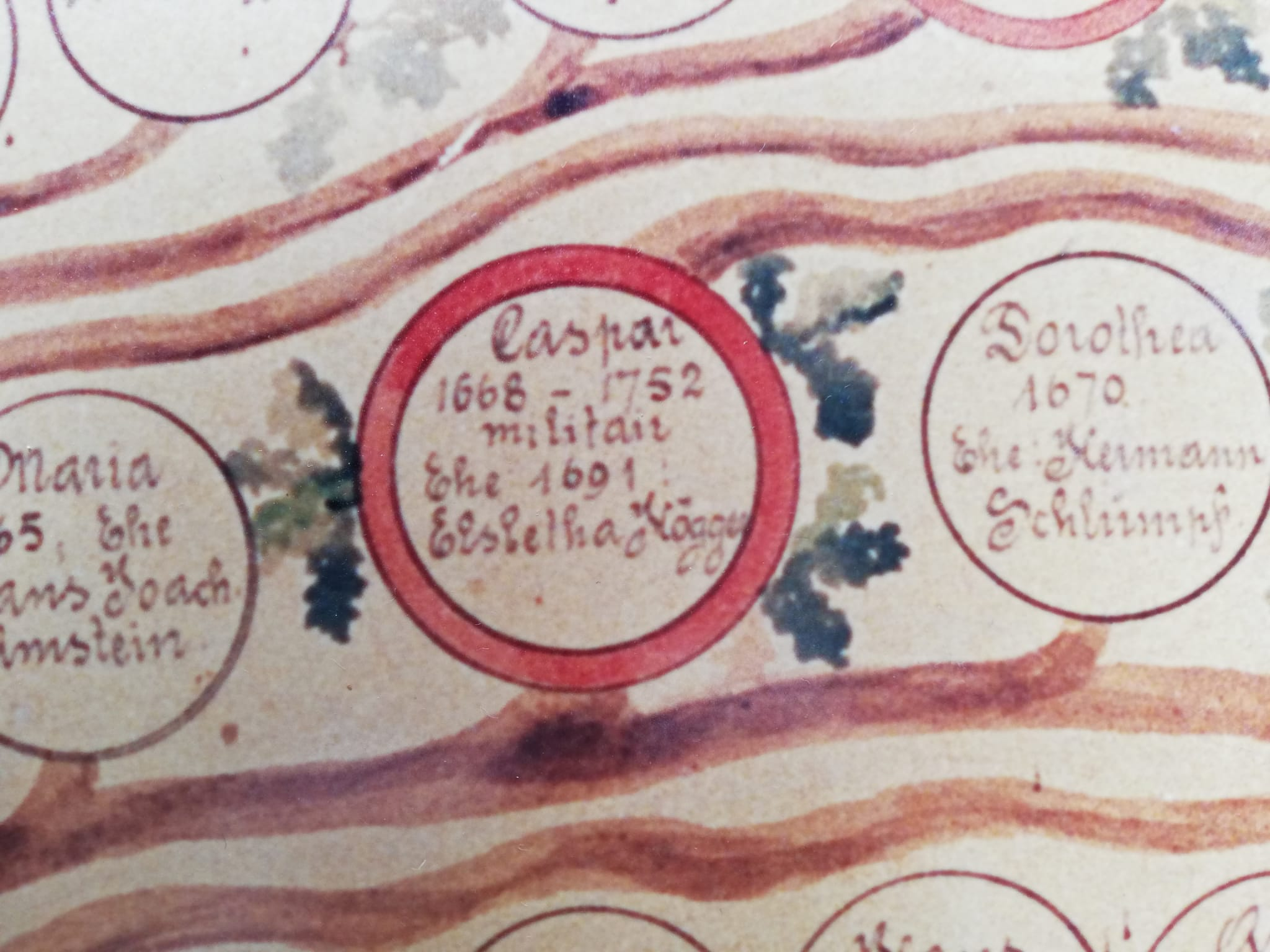
Kaspar von Fels sur l'arbre généalogique de la famille von Fels.

Kaspar von Fels (né le 18 août 1668 à Saint-Gall et mort le 4 juin 1752) est un maire de Saint-Gall.

## Biographie
Kaspar von Fels est né de David von Fels et de Mari Scherrer le 18 août 1668 à Saint-Gall.
En 1691, Kaspar von Fels épousa Elisabeth Högger (1674-Inconnu), fille de Johannes Högger (1640-1678), membre de la guilde des tailleurs.
Il occupa dans sa vie divers métier publics à Saint-Gall. Il était maître de guilde en 1720 comme son épouse, devint plus tard conseiller municipal et maître de sac et en 1743, conseiller fédéral de guerre. Il a participé à plusieurs reprises comme envoyé de la ville aux statuts du quotidien fédéral et à la conférence des villes et villages protestants, qui s'est tenue régulièrement à Aarau.
En 1742, il est élu maire de Saint-Gall pour la première fois et occupa ce poste alternativement avec Friedrich Girtanner et Hans Jacob Rietmann tous les trois ans comme maire et agent immobilier jusqu'à sa mort.